# 조지프 컬레이아

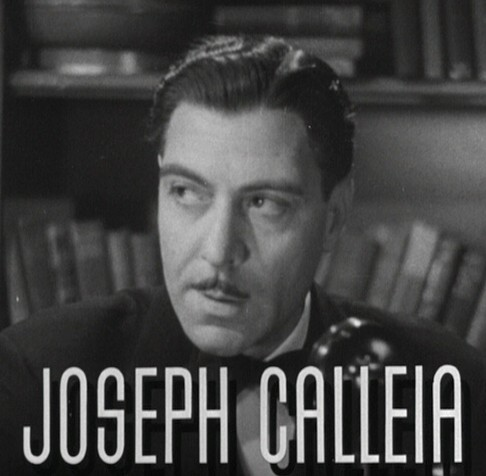

조지프 컬레이아(영어: Joseph Calleia, 1897년 8월 4일~1975년 10월 31일)는 몰타 태생의 미국 배우, 가수이다.
라바트에서 태어났으며, 슬리마에서 심근 경색으로 숨졌다.

## 영화
- 알라모(1960년)
- 검은함정(1958년)
- 와일드 이즈 더 윈드(1957년)
- 세레나데(1956년)
- 캐디(1953년)
- 더 라이트 터치(1952년)
- 웬 인 로마(1952년)
- 벤데타(1950년)
- 캡틴 캐리 USA(1950년) - 닥터 루나티 역
- 누스(영어판)(1948년)
- 길다(1946년)
- 누구를 위하여 종은 울리나(1943년)
- 더 글래스 키(1942년) - 닉 바나 역
- 정글북(1942년)
- 썬다운(1941년)
- 마이 리틀 치카디(1940년)
- 유아레즈(1939년)
- 마리 앙투아네트(1938년)
- 하층민(영어판)(1936년)
- 로빈 훗 - 엘도라도(1936년)